# Leilani Estates
Leilani Estates is een plaats (census-designated place) in de Amerikaanse staat Hawaï, en valt bestuurlijk gezien onder Hawaï County.
Op 3 mei 2018 moesten alle inwoners Leilani Estates verlaten wegens een uitbarsting van de Kilauea vulkaan in de plaats. Op 2 juni waren 87 huizen verloren gegaan door de uitbarsting. 

## Demografie
Bij de volkstelling in 2010 werd het aantal inwoners vastgesteld op 1560.

## Geografie
Volgens het United States Census Bureau beslaat de plaats een oppervlakte van
10,8 km², waarvan 10,8 km² land en 0,0 km² water.

## Plaatsen in de nabije omgeving
De onderstaande figuur toont nabijgelegen plaatsen in een straal van 16 km rond Leilani Estates.